# Gene Grazia
Eugene „Gene“ Grazia (* 29. Juli 1934 in West Springfield, Massachusetts; † 9. November 2014 in Pompano Beach, Florida) war ein italo-amerikanischer Eishockeyspieler. Bei den Olympischen Winterspielen 1960 gewann er als Mitglied der US-amerikanischen Nationalmannschaft die Goldmedaille.

## Karriere
Gene Grazia begann seine Karriere als Eishockeyspieler beim HC Milano Inter, für den er in der Saison 1952/53 in der italienischen Serie A1 aktiv war. Von 1954 bis 1958 besuchte er die Michigan State University, für deren Eishockeymannschaft er parallel in der National Collegiate Athletic Association spielte. Die Saison 1957/58 beendete der Angreifer bei den Toledo Mercurys, für die er in zwei Spielen in der International Hockey League auflief. Von 1958 bis 1960 nahm er zudem mit dem Team USA an dessen Olympiavorbereitung teil. Anschließend beendete er seine Karriere bereits im Alter von 26 Jahren.

### International
Für die USA nahm Grazia an den Olympischen Winterspielen 1960 in Squaw Valley teil, bei denen er mit seiner Mannschaft die Goldmedaille gewann. Zudem stand er im Aufgebot seines Landes bei der Weltmeisterschaft 1959. Zuvor hatte Grazia bereits bei der B-WM 1953 für Italien gespielt und in fünf Partien vier Tore und drei Torvorlagen erzielt.

## Erfolge und Auszeichnungen
- 1960 Goldmedaille bei den Olympischen Winterspielen